# Yakassé-Féyassé
Yakassé-Féyassé è una città e sottoprefettura della Costa d'Avorio appartenente al  dipartimento di Abengourou. Conta una popolazione di 36 838 abitanti (censimento 2014).